# Classe Pará (contratorpedeiros de 1908)
Classe Pará é a classe que corresponde aos contratorpedeiros construídos no início do século XX, pelos estaleiros da Yarrow Shipbuilders, na cidade de Glasgow na Escócia. Estes navios fizeram parte do Plano Naval de 1906, que modernizou a Marinha Brasileira na época. Da frotilha inicial de 10 navios, 6 ainda estavam em operação no início da Segunda Guerra Mundial.

## Navios
- CT Amazonas (CT-1)
- CT Pará (CT-2)
- CT Piauhy (CT-3)
- CT Rio Grande do Norte (CT-4)
- CT Parahyba (CT-5)
- CT Alagoas (CT-6)
- CT Sergipe (CT-7)
- CT Paraná (CT-8)
- CT Santa Catarina (CT-9)
- CT Mato Grosso (CT-10)